# Duvalius
Duvalius Delarouzee, 1859, è un genere di insetti coleotteri, appartenenti alla famiglia Carabidae, sottofamiglia Trechinae

## Tassonomia
Contiene le seguenti specie:
- Duvalius abnormis Knirsch, 1913
- Duvalius alexeevi Belousov, 1992
- Duvalius andreinii (Gestro, 1907)
- Duvalius andreuccii Magrini & Vanni, 1984
- Duvalius annamariae Vanni & Magrini, 1989
- Duvalius antonellae Casale, Giachino, Vailati & Vigna Taglianti, 1996
- Duvalius antoniae Reitter, 1892
- Duvalius apuanus Dodero, 1917
- Duvalius armeniacus Casale, 1979
- Duvalius arnoldii Jeannel, 1962
- Duvalius aroaniae Casale, Giachino, Vailati & Vigna Taglianti, 1996
- Duvalius auberti Grenier, 1864
- Duvalius babicola Knirsch, 1925
- Duvalius baborensis Bruneau de Mire, 1955
- Duvalius balazuci Bruneau de Mire, 1948
- Duvalius balcanicus (J. Frivaldszky, 1879)
- Duvalius baldensis Putzeys, 1870
- Duvalius balearicus Henrot, 1964
- Duvalius bastianini Magrini, 1998
- Duvalius battonii Straneo, 1959
- Duvalius bedelensis Janak & P. Moravac, 1989
- Duvalius bensai Castro, 1892
- Duvalius beroni V.B. Gueorguiev, 1971
- Duvalius bertagnii Magrini, 1998
- Duvalius berthae (Jeannel, 1910)
- Duvalius beshkovi Coiffait, 1970
- Duvalius bianchii Jeannel, 1928
- Duvalius bicikensis Perrault, 1971
- Duvalius biokovensis Holdhaus, 1911
- Duvalius bischoffi Maschnigg, 1936
- Duvalius bodoanus Reitter, 1913
- Duvalius bokori Csiki, 1910
- Duvalius boldorii Jeannel, 1926
- Duvalius bolei Pralmer, 1963
- Duvalius bonadonius Giordan & Raffaldi, 1982
- Duvalius bonzanoi Casale & Vigna Taglianti, 1990
- Duvalius bortesii Casale & Vigna Taglianti, 1984
- Duvalius boschi Jeannel, 1929
- Duvalius bradycephalus Jeannel, 1928
- Duvalius brandisi Ganglbauer, 1896
- Duvalius breiti Ganglbauer, 1900
- Duvalius breitianus Knirsch, 1912
- Duvalius brevipilosus Knirsch, 1927
- Duvalius brujasi Sainte-Claire Deville, 1901
- Duvalius bruschii Vigna Taglianti, 1999
- Duvalius bucurensis Janak, 1993
- Duvalius budae Kenderessy, 1879
- Duvalius bulgaricus Knirsch, 1924
- Duvalius bureschi Jeannel, 1928
- Duvalius cadurcus Jeannel, 1955
- Duvalius cailloli Sainte-Claire Deville, 1902
- Duvalius calandrii Casale & Vigna Taglianti, 1990
- Duvalius canevae Gestro, 1885
- Duvalius carantii Sella, 1874
- Duvalius carchinii Vigna Taglianti, Magrini & Vanni, 1993
- Duvalius casalei Sciaky, 1992
- Duvalius casellii Gestro, 1898
- Duvalius centenarius Knirsch, 1925
- Duvalius cerrutii Sbordoni & Di Domenico, 1967
- Duvalius cicioarae Jeannel, 1930
- Duvalius cirocchii Magrini & Vanni, 1986
- Duvalius clairi Abeille de Perrin, 1881
- Duvalius caoduroi Pace, 1986
- Duvalius cognatus J. Frivaldszky, 1879
- Duvalius coiffaiti Decou, 1967
- Duvalius comes Scheibel, 1934
- Duvalius comottii Casale, Giachino, Vailati & Vigna Taglianti, 1996
- Duvalius convexicollis Peyerimhoff, 1904
- Duvalius cornilloni Giordan & Raffaldi, 1998
- Duvalius corpulentus Weise, 1875
- Duvalius cuniculinus Knirsch, 1929
- Duvalius curtii Giordan & Raffaldi, 1983
- Duvalius cvijici (Jeannel, 1924)
- Duvalius cvijici Jeannel, 1924
- Duvalius degiovannii Magrini & Vanni, 1985
- Duvalius delamarei Decou, 1967
- Duvalius delphinensis Abeille de Perrin, 1869
- Duvalius deltshevi V.B. Gueorguiev, 1965
- Duvalius deubelianus Csiki, 1903
- Duvalius diaphanus Rottenberg, 1874
- Duvalius didonnai Magrini, Vanni & Inguscio, 1996
- Duvalius dieneri Csiki, 1910
- Duvalius diniensis Peyerimhoff, 1904
- Duvalius doderoi Gestro, 1885
- Duvalius dolops Jeannel, 1937
- Duvalius doriae Fairmaire, 1859
- Duvalius dragacevensis S.Curcic, Pavicevic & B.Curcic, 2001
- Duvalius droveniki Magrini, 1998
- Duvalius durmitorensis Apfelbeck, 1904
- Duvalius dvoraki P. Moravec, 1986
- Duvalius edithae Janak & P. Moravec, 1989
- Duvalius erichsonii Schaufuss, 1864
- Duvalius eurydice Schaufuss, 1881
- Duvalius exaratus Schaum, 1860
- Duvalius ferreresi Lagar Mascare, 1976
- Duvalius fodori Scheibel, 1937
- Duvalius franchettii Luigioni, 1926
- Duvalius fuchsi Scheibel, 1937
- Duvalius fulvii Casale, Giachino, Vailati & Vigna Taglianti, 1996
- Duvalius gaali Mallasz, 1928
- Duvalius gabriellavernae Casale, Giachino, Vailati & Vigna Taglianti, 1999
- Duvalius ganglbauerianus Knirsch, 1913
- Duvalius garevi Casale & Genest, 1991
- Duvalius gebhardti Bokor, 1926
- Duvalius genesti Casale & Vigna Taglianti, 1984
- Duvalius gentilei Gestro, 1885
- Duvalius georgii J. Muller, 1922
- Duvalius germanae Casale & Vigna Taglianti, 1990
- Duvalius gestroi Dodero, 1900
- Duvalius ghidinii Gestro & Dodero, 1909
- Duvalius giachinoi Casale & Vigna Taglianti, 1990
- Duvalius glabellus G. Etonti & M. Etonti, 1984
- Duvalius godeanus Janak, 1993
- Duvalius goemoeriensis Bokor, 1922
- Duvalius gogalai Pretnen, 1963
- Duvalius golesensis Winkler, 1926
- Duvalius gracilis Petri, 1912
- Duvalius graecus Casale, Giachino, Vailati & Vigna Taglianti, 1996
- Duvalius guareschii Moscandini, 1950
- Duvalius gusevi Belousov, 1989
- Duvalius hanae Hurka, 1990
- Duvalius hegeduesii J. Frivaldszky, 1880
- Duvalius herculis J. Frivaldszky, 1889
- Duvalius hetschkoi (Reitter, 1911)
- Duvalius hickeri Knirsch, 1913
- Duvalius huberi Casale, 2011
- Duvalius huetheri Jeannel, 1934
- Duvalius humerosus Knirsch, 1926
- Duvalius hungaricus Csiki, 1903
- Duvalius hurkai Janak & P. Moravec, 1989
- Duvalius iblis Payerimhoff, 1910
- Duvalius iljukhini Dalzhanski & Ljovuschkin, 1985
- Duvalius iolandae Magrini & Vanni, 1986
- Duvalius iuliae Casale, Giachino, Vailati & Vigna Taglianli, 1996
- Duvalius iulianae Vigna Taglianti & Casale, 1973
- Duvalius joannidisi Casale, Giachino & M. Elonti, 1990
- Duvalius jureceki Dodeno, 1917
- Duvalius jurjurae Peyerimhoff, 1909
- Duvalius kanabei Csiki, 1940
- Duvalius karelhurkai Farkac, 1990
- Duvalius kimakowiczi Ganglbauer, 1891
- Duvalius klimeschi Winkler, 1914
- Duvalius knirschi Janak & P. Monavec, 1989
- Duvalius kodrici Scheibel, 1938
- Duvalius koeni Muilwijk & Felix, 2008
- Duvalius kotelensis Genest, 1978
- Duvalius krueperi Schaum, 1862
- Duvalius kryshanovskii Jeannel, 1962
- Duvalius kurnakovi Jeannel, 1960
- Duvalius kyllenicus Scheibel, 1937
- Duvalius laevigatus Bokor, 1913
- Duvalius laneyriei J. Ochs, 1948
- Duvalius langhofferi Csiki, 1913
- Duvalius lantosquensis Abeille da Perrin, 1881
- Duvalius lapiei Peyerimhoff, 1908
- Duvalius legrandi Genest, 1983
- Duvalius lemairei Giordan & Raffaldi, 1982
- Duvalius lencinai Mateu & Ortuno, 2006
- Duvalius leonhardi Reitter, 1901
- Duvalius lepinensis Cenuti, 1950
- Duvalius lespesii Fairmaire, 1867
- Duvalius longhii Comolli, 1837
- Duvalius lucarellii Casale & Vigna Taglianti, 1990
- Duvalius lucidus J. Muller, 1903
- Duvalius macedonicus J. Muller, 1917
- Duvalius magdelainei Jeannel, 1914
- Duvalius magistrettianus Schatzmayr, 1940
- Duvalius maglajensis Apfelbeck, 1908
- Duvalius maglianoi Giordan & Raffaldi, 1983
- Duvalius maglicensis Winkler, 1933
- Duvalius mallaszii Csiki, 1901
- Duvalius mandibularis Jeannel, 1930
- Duvalius marani Knirsch, 1930
- Duvalius mariannae Knirsch, 1924
- Duvalius marii Vanni, Magrini & Pennisi, 1991
- Duvalius martensi Casale, 1983
- Duvalius martinae Jeanne, 1996
- Duvalius matocqi Giordan, 1987
- Duvalius megrel Belousov, 1992
- Duvalius meixneri Kreissl, 1993
- Duvalius merisioi Casale, Giachino, Vailati & Vigna Taglianti, 1996
- Duvalius merklii J. Frivaldszky, 1877
- Duvalius meschniggi Meixner, 1928
- Duvalius microphthalmus L. Miller, 1859
- Duvalius milenae Casale, 1983
- Duvalius milleri J. Frivaldszky, 1862
- Duvalius minozzii Dodero, 1917
- Duvalius miroshnikovi Belousov & Zamotajlov, 1995
- Duvalius mixanigi Daffner, 1993
- Duvalius moczarskii J. Muller, 1917
- Duvalius mohammadzadehi Muilwijk & Felix, 2008
- Duvalius montisageli Jeannel, 1947
- Duvalius montisoetae Casale, 1987
- Duvalius morisii Vigna Taglianti & Casale, 1973
- Duvalius muelleri Winkler, 1933
- Duvalius muriauxi Jeannel, 1957
- Duvalius nambinensis Boldori, 1935
- Duvalius nannus Jeannel, 1931
- Duvalius neumanni J. Muller, 1911
- Duvalius novaki J. Muller, 1911
- Duvalius occitanus Casale & Vigna Taglianti, 1993
- Duvalius ochsi Dodero, 1921
- Duvalius oertzeni L. Miller, 1884
- Duvalius oltenicus Jeannel, 1928
- Duvalius olympiadicus Scheibel, 1937
- Duvalius onaci Moldovan, 1993
- Duvalius opermanni Scheibel, 1933
- Duvalius oscus A. Franzini & C. Franzini, 1984
- Duvalius ovtshinnikovi Belousov, 1992
- Duvalius panoecus J. Frivaldszky, 1865
- Duvalius papasoffi Mandl, 1942
- Duvalius paroecus J. Frivaldszky, 1865
- Duvalius patronitii Paolo Magrini, 2019
- Duvalius paulinae (Fagniez, 1922)
- Duvalius pecoudi Jeannel, 1937
- Duvalius pennisii Magrini & Vanni, 1984
- Duvalius peristericus J. Muller, 1914
- Duvalius perrinae Giordan, 1989
- Duvalius petraeus Knirsch, 1927
- Duvalius petrochilosi Coiffait, 1965
- Duvalius philippensis Jeannel, 1937
- Duvalius phoenicius Vigna Taglianti, 1973
- Duvalius pilifer Ganglbauer, 1891
- Duvalius pominii Schatzmayr, 1943
- Duvalius poporogui Decou, 1973
- Duvalius pretneri V.B. Gueorguiev, 1971
- Duvalius proceroides Jeannel, 1926
- Duvalius procerus Putzeys, 1847
- Duvalius pruinosus Jeannel, 1937
- Duvalius putshkovi Belousov & Kabak, 1999
- Duvalius raffaldii Curti, 1981
- Duvalius rajtchevi Genest & Juberthie, 1983
- Duvalius ramorinii (Gestro, 1887)
- Duvalius raymondi Delarouzee, 1859
- Duvalius redtenbacheri I. Frivaldszky von Frivald & J. Frivaldszky, 1857
- Duvalius regisborisi Buresch, 1926
- Duvalius regiszogui Maschnigg, 1936
- Duvalius reiseri Ganglbauer, 1891
- Duvalius reitteri Miller, 1881
- Duvalius richardi Knirsch, 1925
- Duvalius roberti Abeille de Perrin, 1903
- Duvalius roseni Jeannel, 1929
- Duvalius rossii Magrini & Vanni, 1991
- Duvalius roubali Jeannel, 1926
- Duvalius ruffoanus Casale, Giachino, Vailati & Vigna Taglianti, 1996
- Duvalius ruffoi Magistretti, 1956
- Duvalius ruthenus Reitter, 1878
- Duvalius sardous (Dodero, 1917)
- Duvalius saueri Farkac & P. Moravec, 1993
- Duvalius sbordonii Vigna Taglianti, Genest & Sciaky, 1980
- Duvalius scerisorae Knirsch, 1913
- Duvalius schatzmayri J. Muller, 1912
- Duvalius sclanoi Magrini & Vanni, 1996
- Duvalius semecensis Winkler, 1926
- Duvalius sicardi Fagniez, 1923
- Duvalius siculus (Baudi di Selva, 1882)
- Duvalius silvestrii (Gestro, 1896)
- Duvalius simoni (Abeille de Perrin, 1881)
- Duvalius smolikanus Casale, Giachino, Vailati & Vigna Taglianti, 1996
- Duvalius sokolovi Ljovuschkin, 1963
- Duvalius spaethi (Ganglbauer, 1904)
- Duvalius speiseri Ganglbauer, 1892
- Duvalius spiessi Jeannel & Mallasz, 1929
- Duvalius spinifer Jeannel, 1928
- Duvalius springeri (J. Muller, 1921)
- Duvalius stankovitchi Jeannel, 1924
- Duvalius starivlahi B.Gueorguiev, S.Curcic & B.Curcic, 2000
- Duvalius stepanavanensis Iablokoff-Khnzorian, 1963
- Duvalius stilleri Reitter, 1913
- Duvalius stopicensis (Jeannel, 1924)
- Duvalius straneoi Jeannel, 1931
- Duvalius strupii Scheibel, 1937
- Duvalius sturanyi (Apfelbeck, 1904)
- Duvalius styx Apfelbeck, 1904
- Duvalius subterraneus (L. Miller, 1868)
- Duvalius sydowi Jeannel, 1930
- Duvalius szaboi Csiki, 1914
- Duvalius sziladyi Csiki, 1904
- Duvalius taygetanus Casale, 1979
- Duvalius transcarpathicus Shilenkov & Rizun, 1989
- Duvalius trescavicensis Ganglbauer, 1891
- Duvalius turcati Giordan & Raffaldi, 1983
- Duvalius vallombrosus (C. & F. Rasetti, 1920)
- Duvalius vannii Magrini & Sclano, 1998
- Duvalius vartashensis Belousov, 1989
- Duvalius vermionensis (Casale, 1983)
- Duvalius vignai Casale, 1983
- Duvalius villiersi Giordan & Raffaldi, 1983
- Duvalius virginiae Magnini, Vanni & Cirocchi, 1996
- Duvalius voitestii Jeannel, 1930
- Duvalius volscus A. Franzini & G. Franzini, 1984
- Duvalius voraginis Jeannel & J. Ochs, 1938
- Duvalius vranensis Breit, 1904
- Duvalius waillyi Giordan & Raffaldi, 1982
- Duvalius weiratheri Scheibel, 1937
- Duvalius wercharatskii Rizun & Yanitskiy, 1994
- Duvalius wichmanni Jeannel, 1929
- Duvalius wingelmuelleri (Ganglbauer, 1904)
- Duvalius winkleri Jeannel, 1924
- Duvalius winklerianus Jeannel, 1926
- Duvalius winneguthi Apfelbeck, 1907
- Duvalius yatsenkokhmelevskyi Iablokoff-Khnzorian, 1960
- Duvalius zaimisi Jeannel, 1929
- Duvalius zivkovi (Knirsch, 1925)
- Duvalius zlatiborensis (Curcic, Brajkovic & Curcic, 2005)